# Schmücke dich, o liebe Seele, BWV 180
Schmücke dich, o liebe Seele (BWV 180), ist eine Choralkantate von Johann Sebastian Bach. 

## Entstehung
Die Kantate wurde für den 20. Sonntag nach Trinitatis komponiert und am 22. Oktober 1724 in Leipzig zum ersten Male aufgeführt. Sie basiert auf dem gleichnamigen Kirchenlied von Johann Franck aus dem Jahre 1649, dessen 1., 4. und 9. Strophe wörtlich beibehalten sind. Ein unbekannter  Dichter formulierte die anderen Strophen zu Arien und Rezitativen um. Die Kantate fordert insbesondere im zweiten Satz einen versierten Flötensolisten. Die zeitliche Nähe der Entstehung weiterer anspruchsvoller Flötenpartien lässt vermuten, dass Bach im Herbst 1724 einen herausragenden Solisten zur Verfügung hatte. Es wird vermutet, dass dies der damals bekannte französische Flötist Pierre-Gabriel Buffardin gewesen sein könnte, der im Orchester in Dresden angestellt war und sich möglicherweise für einige Wochen in Leipzig aufhielt.

## Thematik
Die wörtlich verwendeten Strophen des Franck’schen Abendmahlsliedes sowie die nah bei der Vorlage bleibenden Umdichtungen handeln von der Sehnsucht des Gläubigen nach der Vereinigung mit Christus im Sakrament, vom Erschrecken des Sünders vor dessen Heiligkeit und von der Freude und Dankbarkeit nach dem Empfang von Christi Leib und Blut. In immer neuen mystischen Bildern wird die lutherische Abendmahlslehre entfaltet.

## Besetzung
- Gesangsolisten: Sopran, Alt, Tenor, Bass
- Chor: Sopran, Alt, Tenor, Bass
- Orchester: Blockflöte I/II (eine davon auch als Solo-Traversflöte in einer Arie), Oboe, Taille (tiefe Oboe), Violine I/II, Viola, in einem Rezitativ Violoncello piccolo, Basso continuo.

Es handelt sich um eine der wenigen Bachkantaten, bei denen das Violoncello piccolo Verwendung findet.

## Besonderheiten
Die Grundstimmung des Werkes ist ausgesprochen heiter und freudig. Dies wird durch die Verwendung tanzähnlicher Formen verstärkt, wie etwa im Eingangschor mit seinem bewegten 12/8-Takt. Auffallend ist bei diesem in Art einer Sinfonia angelegten ersten Satz, dass er bedeutenden Raum für das Orchesterspiel bietet und die Flöten und Oboen imitatorisch in Gruppen dialogisieren lässt. Dabei agiert die von den Orchesterinstrumenten gespielte Melodie von der durch den Sopran vorgetragenen Liedmelodie völlig unabhängig. Der auffordernde Charakter der folgenden Tenorarie wird von einer virtuosen Querflöte umspielt. Auch die Sopranarie des 5. Satzes trägt zur heiter-tänzerischen Grundstimmung dieser weniger bekannten Kantate bei. 
Das Original-Manuskript der Kantate befindet sich im Besitz der Internationalen Bachakademie Stuttgart.